# Buriacka Autonomiczna Socjalistyczna Republika Radziecka
Buriacka Autonomiczna Socjalistyczna Republika Radziecka, Buriacka ASRR (ros. Бурятская Автономная Советская Социалистическая Республика, Бурятская АССР; buriacki Буряадай Автономито Совет Социалис Республика, Буряадай АССР), pierwotnie Buriacko-Mongolska Autonomiczna Socjalistyczna Republika Radziecka, Buriacko-Mongolska ASRR – republika autonomiczna w Związku Radzieckim, wchodząca w skład Rosyjskiej Federacyjnej Socjalistycznej Republiki Radzieckiej.
Buriacka ASRR została utworzona jako Buriacko-Mongolska Autonomiczna Socjalistyczna Republika Radziecka 30 maja 1923 r. w wyniku połączenia i zmiany statusu, połączonego z poszerzenia autonomii dwóch Buriacko-Mongolskich Obwodów Autonomicznych, jednego utworzonego w 1921 r. w Republice Dalekiego Wschodu, drugiego, o tej samej nazwie, powstałego w 1922 r. w Rosyjskiej FSRR. Zorganizowanie autonomicznej republiki dla mongolskich Buriatów było elementem prowadzonej zwłaszcza w początkowym okresie istnienia ZSRR polityki korienizacji, tj. przyznawania autonomii nierosyjskim narodom dawnego Imperium, wcześniej dyskryminowanym i wynarodawianym przez carat.
7 czerwca 1958 republikę przemianowano na Buriacką ASRR. Została ona zlikwidowana w 1990 r. na fali zmian związanych z rozpadem ZSRR. Jej prawną kontynuacją jest autonomiczna rosyjska republika Buriacja.
 Informacje nt. położenia, gospodarki, historii, ludności itd. Buriackiej Autonomicznej Socjalistycznej Republiki Radzieckiej znajdują się w: artykule poświęconym Republice, jak obecnie nazywa się ta rosyjska jednostka polityczno-administracyjna